# Proteste in Armenien 2008
Als Proteste in Armenien 2008 bezeichnet man die tagelangen Massenkundgebungen in der Hauptstadt Jerewan vom 20. Februar bis zum 2. März 2008 gegen die mutmaßliche Fälschung der Präsidentschaftswahlergebnisse. Der wichtigste Schauplatz der Demonstrationen, an denen sich Hunderttausende von Menschen beteiligten, war der Platz der Freiheit von Jerewan. Der unterlegene Präsidentschaftskandidat Lewon Ter-Petrosjan und seine Anhänger warfen den Regierungsbehörden einen flächendeckenden Wahlbetrug vor und verlangten eine erneute Auszählung der Stimmen. Die zu Beginn weitgehend friedlich und gewaltfrei verlaufenen Kundgebungen uferten am 1. März mit hartem Durchgriff der Polizei und Armeeeinheiten zu schweren Krawallen und Straßenschlachten aus. In der Folge kamen 10 Personen, darunter 2 Polizisten ums Leben.
Wegen der übermäßigen Gewaltanwendung gegen die Demonstranten verurteilte Human Rights Watch die armenische Regierung scharf und forderte diese auf, ein schnelles und unabhängiges Ermittlungsverfahren zur Feststellung der tatsächlichen Geschehnisse einzuleiten.

## Hintergrund
Lewon Ter-Petrosjan, erster Präsident der Republik Armenien nach der Auflösung der Sowjetunion, regierte zwischen 1991 und 1998. Als er sich Ende 1997 für eine Kompromisslösung mit Aserbaidschan im Berg-Karabachkonflikt (u. a. Rückzug armenischer Truppen aus den besetzten Regionen um Berg-Karabach herum) entschloss, formierte sich eine Gegenfront mit dem gebürtigen Karabacharmenier Robert Kotscharjan an der Spitze, den Ter-Petrosjan erst vor wenigen Monaten zum Ministerpräsidenten Armeniens ernannt hatte. Gemeinsam mit dem damaligen Verteidigungsminister und dem späteren Präsidenten Sersch Sargsjan (Anführer des sogenannten „Karabach-Clans“) lehnte Kotscharjan jegliche Zugeständnisse in der Karabach-Frage ab und brachte mit öffentlichkeitswirksamen Aktionen die armenische Bevölkerungsmehrheit und das Parlament gegen Ter-Petrosjan auf, sodass dieser sich im Februar 1998 gezwungen sah, von seinem Amt als Präsident zurückzutreten. Nach diesem erzwungenen Abgang rückte Kotscharjan zum amtierenden Staatspräsidenten. Aus den vorgezogenen Neuwahlen im März desselben Jahres, die von OSZE-Beobachtern wegen der Unregelmäßigkeiten kritisiert wurden, ging er als Sieger hervor. Im März 2003 wurde Kotscharjan im zweiten Wahlgang mit 67,5 Prozent der Stimmen wiedergewählt. Den Massenprotesten nach den Wahlen folgten die willkürlichen Verhaftungen von mindestens 200 Oppositionellen. Die OSZE und die Parlamentarische Versammlung des Europarates (PVE) berichteten über grobe Manipulationen.
Die zweite Amtszeit von Kotscharjan ging im Februar 2008 zu Ende. Da er laut armenischer Verfassung nicht mehr kandidieren durfte, förderte er gezielt seine Nachfolge. Der amtierende Premierminister und langjährige Mitstreiter Sersch Sargsjan war in diesem Sinne bereits als aussichtsreichster Anwärter ausgehandelt worden. Sein prominentester Herausforderer war Lewon Ter-Petrosjan, der bei einer Rede Ende Oktober 2007 nach fast 10 Jahren überraschend seine Rückkehr verkündete. Er beschuldigte die Kotscharjan-Regierung vor allem der maßlosen Korruption und des Diebstahls von Milliarden. Die am 19. Februar 2008 stattgefundenen Wahlen entschied Sargsjan, der als Vorsitzender der Republikanischen Partei antrat, mit knapp 53 Prozent der Stimmen bereits im ersten Wahlgang für sich. Ter-Petrosjan kam auf nur etwas mehr als 21 Prozent. Die Beobachter der OSZE, der PVE und des Europäischen Parlaments kamen zum Ergebnis, dass die Abstimmung weitgehend den internationalen Standards entsprochen hätte.

## Chronologie
Bereits am zweiten Tag der Massendemonstrationen (21. Februar) versammelten sich bis zu 25.000 Oppositionsanhänger auf den Straßen Jerewans. Ter-Petrosjan verbreitete Zuversicht, dass die Armeeeinheiten gegen die Protestierenden nicht intervenieren würden, mit der Behauptung, zwei Stellvertreter des armenischen Verteidigungsministers würden hinter den Demonstranten stehen. Nikol Paschinjan, der damalige Wahlhelfer von Ter-Petrosjan, forderte die Regierung dazu auf, unverzüglich Neuwahlen anzusetzen und rief die Protestler zu ununterbrochenen Aktionen, bis ihre Forderungen erfüllt sind. Am 22. Februar wurde die angebliche Rückendeckung der Demonstranten durch zwei Stellvertreter vom Verteidigungsministerium Armeniens offiziell dementiert.
Die Kundgebungen waren mit der Regierung nicht abgestimmt. Am 23. Februar stieg die Zahl der Protestteilnehmer auf 50.000 Menschen. Auf dem Platz der Freiheit wurden mehrere Zeltlager errichtet. Der scheidende Kotscharjan bezichtigte das Oppositionslager, die Macht mit Gewalt an sich reißen zu wollen und drohte mit entschiedenen Gegenmaßnahmen, um die „Stabilität und Ordnung“ wiederherzustellen. Auch die Jerewaner Polizei erklärte ihre Bereitschaft, hart gegen jegliche Versuche vorzugehen, die darauf hinauslaufen würden, die öffentliche Ordnung zu gefährden. Am 26. Februar folgten bereits bis zu 100.000 Demonstrierenden dem Aufruf von Ter-Petrosjan. An diesem Tag wurden einige seiner prominenten Unterstützer festgenommen. Es gab außerdem Berichte, dass mehrere Hochschulrektoren von der Republikanischen Partei gezielt die Anweisungen bekamen, die Studenten an eine Pro-Sargsjan-Demonstration auf dem Platz der Republik zu schicken. Doch statt für Sargsjan zu demonstrieren, schloss sich ein Großteil der Studenten den Oppositionellen an, wodurch sich ihre Zahl verdoppelte. Noch am selben Tag äußerte sich der nervöse Kotscharjan, seine Geduld neige sich dem Ende und appellierte an die Menge, „zur Besinnung zu kommen“.
Ihren Höhepunkt erreichten die Massenproteste am 1. März mit dem Eingriff der Sicherheitskräfte. Um 7. Uhr morgens begannen die Truppen des Innenministeriums die Protestler auf dem Platz der Freiheit zu umzingeln und anschließend mit Schlagstöcken, Tränengas und Elektroschockgeräten auseinanderzutreiben. Es kam zu schweren Zusammenstößen zwischen den Konfliktparteien gefolgt von willkürlichen Plünderungsszenen. Daraufhin verhängte Kotscharjan per Dekret einen 20-tägigen Notstand über Jerewan. Mehrere Oppositionspolitiker und Hunderte weitere Demonstranten wurden in Haft genommen, Ter-Petrosjan selbst unter Hausarrest gestellt. Ein Augenzeuge berichtete Human Rights Watch, die Polizei sei von allen Seiten ohne Vorwarnung mit Gummiknüppeln und Elektroschocks auf die Menschen losgegangen: „Die Leute rannten und wurden überall von der Polizei gejagt.“ Später gestand Generalleutnant Grigor Grigorjan, Kommandant der Inneren Truppen, ein, dass er derjenige war, der den Scharfschützen den Befehl gab, die bewaffneten Teilnehmer der Kundgebung zu „neutralisieren“. Die aufgebrachte Menge bewarf ihrerseits die Soldaten und Polizisten mit Steinen, Molotow-Cocktails und setzte die Metallstäbe zum Angriff ein. Aus seiner von der Außenwelt isolierten Residenz heraus wandte sich Ter-Petrosjan am 2. März gegen 4. Uhr morgens an die Kundgebungsteilnehmer und rief diese dazu auf, angesichts immer bedrohlicher werdenden Sicherheitslage die Protestaktionen einzustellen.
Laut Angaben der armenischen Generalstaatsanwaltschaft wurden im Zuge der gewaltsamen Ausschreitungen insgesamt acht Demonstranten und zwei Polizisten getötet. Zudem wurden 180 Polizeikräfte und 48 Zivilisten verletzt. Am 10. März lockerte die Regierung den Ausnahmezustand. Die Medien unterlagen jedoch weiterhin der staatlichen Zensur.
Bei einem der Gedenkmärsche am 1. August 2008 riefen 15 außerparlamentarische Parteien und eine sozialpolitische Organisation den Armenischen Nationalkongress (AN) ins Leben. Bei den Parlamentswahlen 2012 bekam AN sieben Plätze. Ter-Petrosjan verzichtete jedoch auf sein Abgeordnetenmandat.

## Ermittlungen
Auf Drängen der Parlamentarischen Versammlung des Europarates konstituierte sich in der Nationalversammlung Armeniens ein Ausschuss unter der Führung von Samwel Nikojan, einem Mitglied der Republikanischen Partei, zur Untersuchung der blutigen Ereignisse. Im Abschlussbericht, der am 15. September 2009 der Öffentlichkeit präsentiert wurde, stufte die Kommission die unverhältnismäßige Gewaltanwendung der Sicherheitskräfte gegen die Demonstranten als angemessen und notwendig ein. Eine weitere ähnliche Initiative wurde im März 2014 von der Mehrheit der Parlamentarier abgelehnt.

## 10 Jahre danach
Nikol Paschinjan, der noch im Juli 2009 als einer der Anführer der Antiregierungsaktionen zu sieben Jahren Haft verurteilt worden war (2011 kam er durch eine Amnestie wieder frei), stieg 2018 zum Revolutionsführer. Am 8. Mai kürte die armenische Nationalversammlung Paschinjan zum neuen Premierminister.
Nach dem siegreichen Ausgang der „samtenen Revolution“ in Armenien im April 2018, der den Sturz des amtierenden Regierungschefs Sersch Sargsjan zur Folge hatte, begann die strafrechtliche Verfolgung der verantwortlichen Täter. Ex-Präsident Robert Kotscharjan wurde am 27. Juli 2018 nach einer richterlichen Entscheidung wegen des Verstoßes gegen die verfassungsmäßige Ordnung für zwei Monate festgenommen. Er soll die Ergebnisse der Präsidentschaftswahlen 2008 illegal zugunsten Sersch Sargsjans manipuliert und somit seinen Sieg beeinflusst haben. Darüber hinaus wurde ihm die Tötung von Demonstranten am Platz der Freiheit von Jerewan zur Last gelegt. Kotscharjan, der nach dem Ausscheiden als Präsident in Russland lebt, bezeichnete die gegen ihn erhobenen Anschuldigungen als „politisch motiviert“ und kündigte an, in Berufung zu gehen. Am 13. August entließ ihn ein Berufungsgericht aus der Haft, mit der Begründung, Kotscharjan verfüge als Ex-Staatschef Armeniens über die verfassungsmäßige Immunität.
Anfang Juli 2018 haben die neuen Machthaber Armeniens den ehemaligen Verteidigungsminister des Landes Mikael Harutunjan, der den Schießbefehl gegen die Demonstranten am 1. März 2008 gegeben haben soll, zur Fahndung ausgeschrieben.
Auch Juri Chatschaturow, amtierender Generalsekretär der von Russland dominierten Organisation des Vertrages über Kollektive Sicherheit, steht im Visier der armenischen Ermittler. Am 26. Juli 2018 kam er nach Jerewan, um sich den Fragen der Sonderermittlungskommission zu stellen. Chatschaturow agierte 2008 als Chef der Jerewaner Militärgarnison.